# Bart Jan Spruyt
Bastian Jan (Bart Jan) Spruyt (Ridderkerk, 29 januari 1964) is een Nederlandse historicus, journalist, columnist en rechts-conservatief denker. Hij oriënteert zich vooral op het conservatisme en wil dit in de Nederlandse samenleving verspreiden.

## Biografie
Spruyt studeerde geschiedenis aan de Universiteit Utrecht en promoveerde in 1996 aan de Universiteit Leiden op een kerkhistorisch onderwerp, een proefschrift over Cornelis Hoen, een jurist en protestant uit de 16e eeuw die een werk schreef over het Heilig Avondmaal.

### Historicus/publicist
Hij is medeoprichter en was van 2002 tot 2005 directeur van de Edmund Burke Stichting. Van 1994 tot 2002 werkte hij als politiek journalist bij het Reformatorisch Dagblad. Spruyt schreef onder meer Lof van het conservatisme (2003) en in 2005 schreef hij het boekenweekessay De toekomst van de stad. In juli 2008 werd Spruyt aangesteld als columnist politiek bij het weekblad Elsevier (tot 2013), HP/De Tijd (tot 2011), Binnenlands Bestuur (tot 2012) en voor Opinio (tot aan de opheffing van dat blad in mei 2008). Hij organiseert activiteiten voor studenten die geïnteresseerd zijn in het conservatisme in het kader van de Burke Stichting.
In Lof van het conservatisme staan essays over conservatieve denkers en politici waar Spruyt zich mee verbonden voelt, zoals J.L. Heldring, Ernst Heinrich Kossmann, Edmund Burke, Alexis de Tocqueville, Winston Churchill, Dietrich Bonhoeffer en C.S. Lewis.
Spruyt liet zich in 2005 op eigen kosten bewaken omdat hij werd bedreigd vanwege zijn uitspraken over de islam. Hij weigert echter te stoppen met het bekritiseren van deze religie als bedreiging van de klassieke democratische orde in Nederland.
In augustus 2005 legde hij zijn functie als directeur van de Burke Stichting neer om zich te concentreren op zijn denkontwikkeling en op de nieuwe conservatieve uitdagingen van deze tijd. Ook zal hebben meegespeeld dat de stichting niet langer geld ontving van het Amerikaanse farmaceutische bedrijf Pfizer, dat geen zin meer had in de financiering van de Burke Stichting. Daarmee viel meer dan de helft van het jaarlijkse budget weg, zoals De Groene Amsterdammer met hulp van oud-bestuursleden onthulde in oktober van 2005.

### Groep Wilders/PVV
In 2004 gaf Spruyt steun aan Geert Wilders die een conservatieve politieke partij begon. Spruyt gaf aan, naar analogie van de Republikeinse Partij in Amerika, een soortgelijke beweging op te willen bouwen in Nederland. Van januari 2006 tot augustus 2006 was Spruyt ook aangesloten bij de Groep Wilders, waar hij in dienst was van de stichting Geert Wilders. Hij werkte mee aan het verkiezingsprogramma en aan de inhoudelijke training van de kandidaten voor de kieslijst van Wilders' Partij voor de Vrijheid, de naam waaronder de Groep Wilders de verkiezingen voor de Tweede Kamer inging. Op 17 augustus 2006 verliet hij de partij, volgens een vraaggesprek op die datum in het Reformatorisch Dagblad omdat er te veel verdeeldheid aan de rechterflank van de politiek zou zijn.
Over zijn vertrek zei Spruyt: "Ik ben zwaar teleurgesteld in wat er is bereikt. Ik had goede gronden te verwachten dat er, na de afscheiding van Wilders van de VVD, een brede conservatieve beweging zou ontstaan waaraan tal van fatsoenlijke, capabele mensen, zoals Marco Pastors en Joost Eerdmans, zouden meedoen. Maar dat is niet gebeurd." Pastors en Eerdmans richtten op dat moment de partij EénNL op.
Later noemde hij de PVV op zijn weblog 'de belichaming van een paniekerig soort van conservatisme' met een 'natuurlijke neiging' tot fascisme.. Ook in zijn latere columns voor Elsevier heeft Spruyt Wilders en diens partijprogramma fel bekritiseerd.
In april 2007 verklaarde Spruyt in een artikel in NRC Handelsblad over het beleid dat Wilders naast zichzelf geen leden toelaat tot de partij: "Hij wil geen concurrenten, maar omringt zich met mensen die loyaal zijn aan zijn partij Ik Geert Wilders." In juli 2019 deed Spruyt de oproep aan FVD-leider Thierry Baudet om in het open conservatieve gat te springen: ‘Populisme is goed, maar moet niet te lang duren. Daarna moet het conservatisme komen. Ga jij dat doen Thierry, of moeten we op een ander wachten?’.

## Persoonlijk
Spruyt is belijdend christen. Hij was lid van de Gereformeerde Gemeenten in Nederland, maar is overgestapt naar de Hersteld Hervormde Kerk van Waarder.
Van  september 2009 tot 2015 was Spruyt leraar maatschappijleer en geschiedenis op het Wartburg College, 
locatie Guido de Brès te Rotterdam. 
Daarnaast is hij docent kerkgeschiedenis aan het Hersteld Hervormd Seminarie. 
Spruyt is sinds enkele jaren Docent Cultuur & Maatschappij aan de Driestar Educatief te Gouda.
Spruyt is getrouwd en is met zijn gezin woonachtig in Gouda.